# Trygve Gulbranssen
Trygve Emanuel Gulbranssen, nacido Trygve Emanuel Gulbrandsen el 15 de junio de 1894, en el municipio de Kristiania, Noruega, y fallecido el 10 de octubre de 1962, fue un escritor noruego.

## Obra
- Und ewig singen die Wälder. Das Erbe von Björndal (Los maestros de Björndal) (1936)
- La voz de los bosques (1947)